# سي منخفض كبير

سلم سي منخفض كبير صعوداً وهبوطاً

سي منخفض كبير (B-flat major) هو سلم موسيقي كبير يتألف من الدرجات الموسيقية سي المنخفضة ♭B، دو C، ري D، مي المنخفضة ♭E، فا F، صول G، لا A، وينتهي بمفتاح سي منخفض كبير ♭B، وذلك على الترتيب التالي من اليسار إلى اليمين:
♭B♭, C, D, E♭, F, G, A, B
يحوي سلم سي منخفض الكبير على إشارتي خفض واحدة على السي وواحدة على المي.
إن المفتاح الموسيقي القريب له على السلم الصغير هو صول صغير، أما المفتاح الموسيقى الموازي فهو سي منخفض صغير.